# عندق خماسي الخطوط
عندق خماسي الخطوط (الاسم العلمي: Nemipterus tambuloides) (بالإنجليزية: Fivelined threadfin bream)‏ هو نوع من الأسماك يتبع جنس العندق من فصيلة العندقات.